# Левченко Анатолій Іванович
Ле́вченко Анато́лій Іва́нович — український політик. Член Комуністичної Партії України (з 1977); колишній народний депутат України.

## З життєпису
Народився 11 квітня 1950 року (селище шахти «Північно-Ізваринська», Кам'янський район, Ростовська область, Росія) в сім'ї шахтарів; росіянин; батько Іван Степанович — ветеран шахтарської праці, пенсіонер; мати Віра Пилипівна — працювала машиністом на шахті «Дуванна», пенсіонерка; дружина Ольга Вікторівна — працівник заводу «Юність»; має 2 синів.

### Освіта
Незакінчена вища, Новочеркаський політехнічний інститут (1978, 5 курсів).

### Робота
04.2002 року кандидат в народні депутати України від КПУ, № 109 в списку. На час виборів: народний депутат України, член КПУ.
Народний депутат України 3-го скликання 03.1998-04.2002 роки від КПУ, N 45 в списку. Голова підкомітету з питань соціальних ґарантій, рівня життя громадян та пенсійної реформи. Комітету з питань соціальної політики та праці (з 07.1998), член фракції КПУ (з 05.1998).
Народний депутат України 2-го скликання з 03.1994 (1-й тур) до 04.1998, Краснодонський виборчий округ № 243, Луганської області, висунутий КПУ. Член Комітету з питань боротьби з організованою злочинністю і корупцією. Член фракції комуністів.
- 1967—1968 роки — слюсар, шахта «Дуванна», місто Сорокине.
- 1968—1971 роки — служба в армії.
- 1971—1976 роки — гірничій робітник з ремонту стволів, шахта «Дуванна».
- 1976—1979 роки — слюсар-монтажник, бригадир монтажників, головний механік, Краснодонське шахтоспецмонтажне управління.
- 1979—1994 роки — гірник шахти імені 50-річчя СРСР, гірничий майстер шахти «Дуванна» тресту «Краснодонвугілля».

## Нагороди
Медаль «Ветеран праці».